# 大災害・あなたを守る情報ラジオ
大災害・あなたを守る情報ラジオ（だいさいがい あなたをまもるじょうほうラジオ）は、1996年1月17日以降数回に渡り、福岡県のAMラジオ放送局で放送されたラジオ番組である。

## 概要
- 1995年1月17日未明に発生した阪神・淡路大震災により、全国各地で人々の防災意識への高まりが見られた。その中で同年末福岡県のAMラジオ放送局であるNHK福岡放送局とRKB毎日放送、KBC九州朝日放送の3局は「福岡AMラジオ災害問題協議会」を創設し、防災時に対する放送技術の共有などが図られることとなった。その協議会の意図のもと、地下での受信実験を兼ねて放送されたのがこの番組である。
- 番組当日は10:00〜14:00にその実験が行われ、その内13:00〜14:00がサイマル放送として3局で同時生放送された。
- NHKは地下空間でのラジオ再送信装置、放送機器の設置を行い、RKBは番組の構成、演出を、KBCは公開生放送のステージの設置を、それぞれ担当した。
- 翌年から数年間、RKBとKBCで同じタイトルの番組が放送されたが、NHKは2回目以降参加しなかった。

## 1996年1月17日放送時のパーソナリティ
- 三上たつ次 (NHKアナウンサー)
- 斉藤絹子 (RKBアナウンサー)

## 1996年1月17日放送時のゲスト
- 大久保全陸 （九州芸術工科大学教授）
- 財津和夫 （ミュージシャン）
- 新宮町在住の女性 （阪神・淡路大震災を経験していた）

## 1996年1月17日放送時の放送内容
- 受信実験は天神地下街の地下駐車場と、福岡市地下鉄空港線の唐人町〜天神間で行われ、NHKとKBCのアナウンサーがその実況を担当した。
- RKBのアナウンサーが福岡市の消防署、警察署や福岡県庁消防防災無線室からのレポートを紹介した。